# 弗拉迪米尔·雷梅克

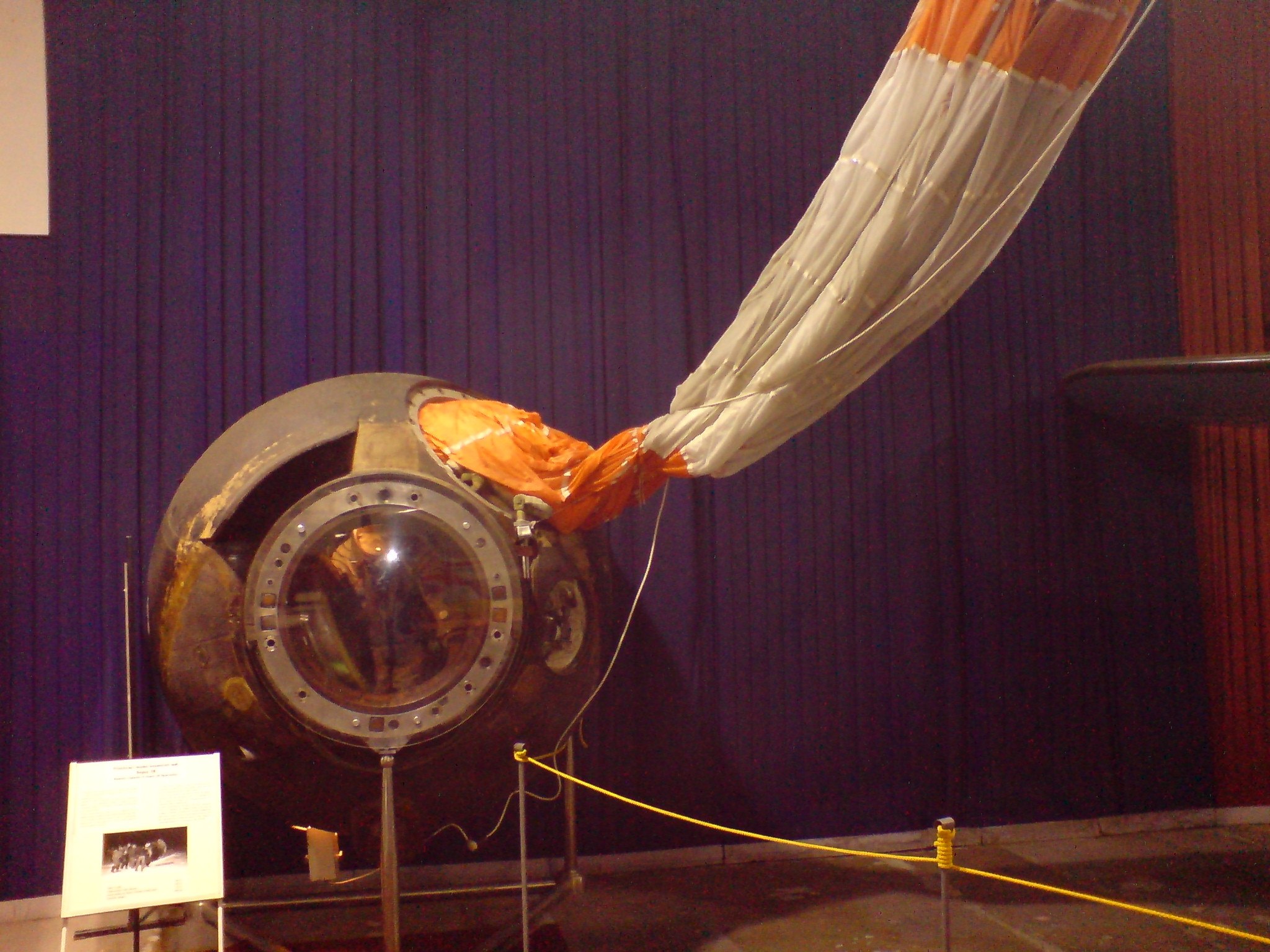
雷梅克乘坐过的返回舱

弗拉迪米尔·雷梅克（捷克語：Vladimír Remek，1948年9月26日—）生於捷克布杰约维采，捷克斯洛伐克飞行员、宇航员、政治家，曾任捷克驻俄罗斯大使，现任欧洲议会议员。
1978年3月2日，雷梅克搭乘苏联联盟28号宇宙飞船进入太空，成为美国人和苏联人之外的第一位宇航员。5月16日，雷梅克被授予“苏联英雄”称号。

## 荣誉与奖项
- 捷克斯洛伐克社会主义共和国英雄荣誉称号、金星奖章及克莱门特·哥特瓦尔德勋章（1978年3月16日）
- 苏联英雄荣誉称号、金星奖章及列寧勳章（1978年3月16日）[2]
- 捷克斯洛伐克科学院金质奖章[3]
- 太空探索優異獎章（2011年4月12日）[4]
- 1978年发现的小行星2552以雷梅克命名[5]